# ألبرت جوزيف والاس
ألبرت جوزيف والاس (بالإنجليزية: Albert Joseph Wallace)‏ هو سياسي أمريكي، ولد في 11 فبراير 1853 في كندا، وتوفي في 23 فبراير 1939. حزبياً، نشط في الحزب الجمهوري. وقد انتخب نائب حاكم كاليفورنيا ‏.